# Hua Phan (provins)
Hua Phan, (lao:  ຫົວພັນ) är en provins i östra Laos. Provinsen hade 322 200 invånare år 2004, på en area av 16 500 km². Provinshuvudstaden är Xamneua.

## Administrativ indelning
Provinsen är indelad i följande distrikt:
1. Huameuang District (7-05) ຫົວເມືອງ
2. Muang Et District (7-08) ເມືອງແອດ
3. Sop Bao District (7-07) ສົບເບົາ
4. Viengthong District (7-03) ວຽງທອງ
5. Viengxay District (7-04) ວຽງໄຊ
6. Xamneua District (7-01) ຊຳເໜືອ
7. Xamtay District (7-06) ຊຳໃຕ້
8. Xiengkhor District (7-02)ຊຽງຄໍ້